# Prairie inondée
Prairie inondée ou Pré humide (en russe : Мокрый луг est un tableau du peintre russe Fiodor Vassiliev (1850-1873), réalisé en 1872. Il fait partie de la collection de la Galerie Tretiakov (sous le n° d'inventaire 905). Ses dimensions sont de 70 × 114 cm,.

## Description
L'artiste représente un moment où le temps va changer : les nuages remplissent toujours le ciel, mais sur la gauche l'éclaircie se précise. Au premier plan, une prairie inondée par la pluie, à l'arrière plan un bosquet d'arbres. La fraîcheur de la toile et la précision de la reconstitution de l'atmosphère humide sont obtenues en utilisant de nombreuses nuances de vert.

## Histoire
Au mois de juillet 1871, Fiodor Vassiliev part pour la Crimée, dans l'espoir d'améliorer son état de santé. C'est là que, sur base de croquis et d'impressions et non d'après nature, il peint en 1872 le tableau Prairie inondée. La même année, la toile est envoyée à l'exposition concours de la Société impériale d'encouragement des beaux-arts et y reçoit le deuxième prix honorifique parmi d'autres œuvres de peinture de paysage,,, le premier prix étant attribué à Ivan Chichkine Forêt de pins. Bois de haute-futaie dans le gouvernement de Viatka (Сосновый бор. Мачтовый лес в Вятской губернии),,.
Avant l'exposition, Vassiliev écrit à Ivan Kramskoï que son tableau allait être acheté par le grand-duc Nicolas Constantinovitch de Russie. Mais finalement, le tableau a été acquis par Pavel Tretiakov, qui s'est rendu à Saint-Pétersbourg avant même le début de l'exposition.